# هوان‌هی
هوانگ یون سوک (کره‌ای: 황윤석؛ زادهٔ ۱۷ ژانویه ۱۹۸۲) که بیشتر با نام هنری هوان‌هی (کره‌ای: 환희) شناخته می‌شود، خواننده، بازیگر اهل کره جنوبی است. او عضو گروه دونفره آراندبی فلای تو د اسکای است.

## ترانه‌شناسی

### آلبوم‌های استودیویی
| عنوان  | جزئیات آلبوم                                                             | بالاترین جایگاه جدول | فروش‌ها             |
| عنوان  | جزئیات آلبوم                                                             | کره جنوبی            | فروش‌ها             |
| ------ | ------------------------------------------------------------------------ | -------------------- | ------------------ |
| هوان‌هی | - انتشار: ۲۹ ژوئیه ۲۰۱۱ - ناشر: اچ اینترکام - فرمت: سی‌دی، دانلود دیجیتال | ۵                    | - کره جنوبی: ۵٬۶۹۷ |

### آلبوم‌های چندآهنگه
| عنوان  | جزئیات آلبوم                                                             | بالاترین جایگاه جدول | فروش |
| عنوان  | جزئیات آلبوم                                                             | کره جنوبی            | فروش |
| ------ | ------------------------------------------------------------------------ | -------------------- | ---- |
| اچ سول | - انتشار: ۲۲ اکتبر ۲۰۰۹ - ناشر: اچ اینترکام - فرمت: سی‌دی، دانلود دیجیتال | ۲۶                   |      |
| H-Hour | - انتشار: ۵ اوت ۲۰۱۰ - ناشر: اچ اینترکام - فرمت: سی‌دی، دانلود دیجیتال    | ۲                    |      |